# Warcraft II: Tides of Darkness
Warcraft II: Tides of Darkness è un videogioco di strategia in tempo reale per PC, Mac, PlayStation e Sega Saturn, seguito di Warcraft: Orcs & Humans. È stato pubblicato nel novembre del 1995 dalla Blizzard Entertainment.
Nell'aprile del 1996 Blizzard ha pubblicato l'espansione Warcraft II: Beyond the Dark Portal per DOS e Mac OS e Warcraft II: The Dark Saga, un box con entrambe le versioni, per PlayStation e Sega Saturn. Nel settembre del 1999 ha pubblicato una nuova versione per Windows intitolata Warcraft II Battle.net Edition, che permette di giocare in multiplayer utilizzando il servizio gratuito di gioco online della Blizzard, Battle.net.

## Trama
Il gioco si svolge nell'universo fantasy di Warcraft, nel continente dei Regni Orientali (rappresentato da scenari di tipo erboso, innevato o arido). L'espansione introduce anche un quarto tipo di terreno, il mondo di Draenor, di tipo paludoso, dove gli alberi sono rimpiazzati da giganteschi funghi.
Come in Warcraft: Orcs & Humans, in Warcraft II: Tides of Darkness ci sono due fazioni opposte: l'Alleanza, formata da umani, alti elfi, gnomi e nani, che cerca di difendere il proprio mondo dall'invasione dell'altra, la sanguinaria Orda, formata da orchi, troll, ogre e goblin. Alti elfi, nani, gnomi, troll e goblin sono stati introdotti per la prima volta proprio in questo gioco.

## Modalità di gioco
Il gioco mantiene le caratteristiche di base del primo Warcraft, espandendole da molti punti di vista. Vengono introdotte le unità navali e aeree, il numero di unità selezionabili contemporaneamente è portato a 9. Gli edifici non sono più vincolati alla costruzione di strade e si possono piazzare ovunque, fondando anche nuovi centri città vicino alle miniere. Il multigiocatore supporta fino a 8 giocatori con alleanze libere ed è presente un editor di livelli. Per ciascuna fazione è disponibile una campagna. Tra i livelli delle due campagne sono mostrati filmati in grafica 3D. Il gioco è localizzato anche in italiano, comprese le voci.
Le due fazioni sono costituite da mescolanze di più razze, principalmente umani, elfi, nani e gnomi da una parte, orchi, troll, ogre e goblin dall'altra.
Le unità e le strutture di una fazione hanno un preciso corrispondente nella fazione opposta, e nella maggior parte dei casi la differenza è puramente estetica; ci sono piccolissime differenze di prestazioni, eccezion fatta per le abilità speciali di arcieri elfici/troll lanciatori di asce, paladini/ogre, e maghi/cavalieri della morte, che sono radicalmente diverse.
L'unità fondamentale resta il bracciante/servo, che come nel primo Warcraft raccoglie le risorse oro e legname e costruisce gli edifici di terra, inoltre all'occorrenza può anche debolmente combattere. Come terza risorsa viene introdotto il petrolio, raccolto da piattaforme acquatiche e utilizzato soprattutto, ma non soltanto, per la costruzione delle navi.
Gli eroi rappresentano vari personaggi dell'universo di Warcraft e sono leggermente più potenti delle corrispondenti unità normali; il giocatore non può crearli, sono disponibili solo durante la campagna e negli scenari personalizzati.
Spesso sulla mappa vagano anche degli animali innocui, caratteristica che rimarrà tipica della serie.

## Riconoscimenti
- Game of the Year (Gioco dell'Anno) - PC Gamer